# 비셰흐라트

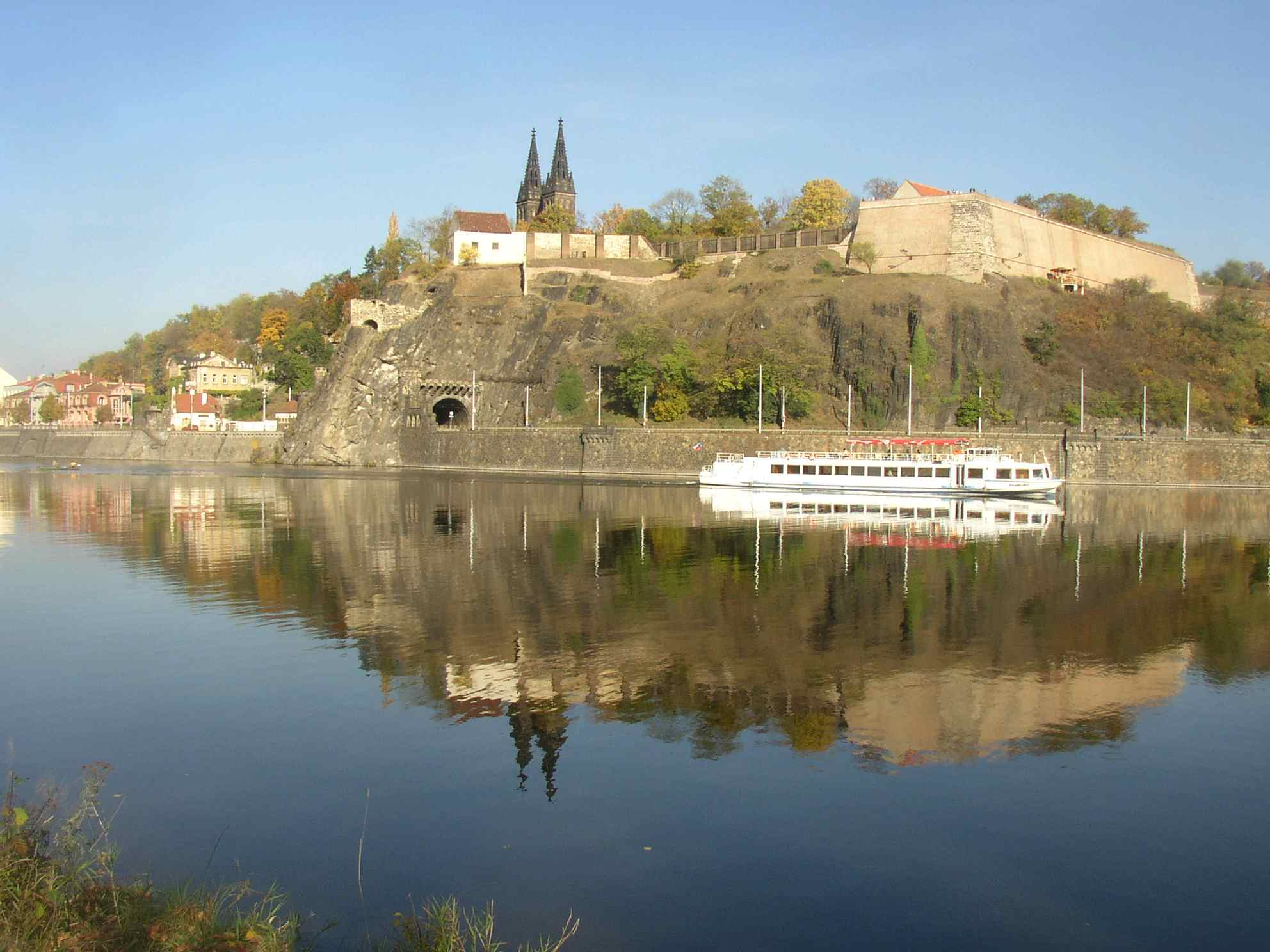
비셰흐라트

비셰흐라트(체코어: Vyšehrad)는 체코 프라하에 위치한 요새이다. 비셰흐라트는 체코어로 "높은 성"을 뜻한다.영문으로 비세그라드Visegrad라고도 알려졌다. 비셰흐라트는 로마네스크 건축, 고딕 건축, 고딕 리바이벌 건축, 바로크 건축 양식이 혼합된 건축 양식을 띠고 있다.
10세기 중반 프라하 성의 뒤를 이어 비셰흐라트 언덕에 요새가 건설되었으며 프르셰미슬 왕조 시대부터 보헤미아의 왕족이 거주했다. 블타바 강 우안에 위치한 비셰흐라트는 보헤미아에서 중요한 거점으로 여겨졌다.
후스 전쟁이 진행 중이던 1420년에는 후스파 세력이 비셰흐라트를 차지했지만 1448년 보헤미아의 이르지 스 포데브라트 국왕이 이끄는 군대가 비셰흐라트를 탈환했다. 30년 전쟁 이후에는 크게 파괴되었지만 17세기에 보헤미아를 지배하고 있던 합스부르크 가에 의해 바로크 건축 양식으로 개조되었다. 1883년 프라하에 편입되었다.

## 같이 보기
- 《나의 조국》: 베드르지흐 스메타나가 작곡한 《나의 조국》 1악장은 비셰흐라트를 주제로 하고 있다.